# Northampton
Northampton este un oraș și un district ne-metropolitan situat în Regatul Unit, reședința comitatului Northamptonshire, în regiunea East Midlands, Anglia. Districtul are o populație de 200.100 locuitori, din care 189.747 locuiesc în orașul propriu zis Northampton. Northampton este a 21-a aglomerație engleză și este cel mai populat district ce nu are statutul de autoritate unitară.

## Istoric
ANGLO-SAXON NORTHAMPTON
Northampton a început ca un sat anglo-saxon. A fost numită tun Hamm, adică satul de lunca bine udată. Mai târziu a fost numit tun nord Hamm, probabil pentru a o distinge de Southampton. Treptat, numele sa schimbat în Northampton.
Când au ocupat Anglia de Est la sfârșitul secolului al IX-lea, danezii au transformat Northampton într-o fortăreață numită burh. Au săpat un șanț în jurul așezării și au ridicat o potecă de pământ cu o palisadă din lemn deasupra. Cu toate acestea, Northampton nu era doar o fortăreață, ci și un loc de comerț în care meșteșugarii lucrau și unde mărfurile erau cumpărate și vândute pe o piață.
În ciuda faptului că a fost o așezare fortificată, Northampton a fost capturat și ars de către danezi în 1010. Cu toate acestea, Northampton sa recuperat în curând de la acest dezastru, iar în timpul cărții Domesday (1086) probabil că avea o populație de aproximativ 1500. Acest lucru ne pare mic, dar așezările erau foarte mici în acele zile.
NORTHAMPTON ÎN VÂRSTA MEDIEVALĂ
Northampton a crescut în dimensiuni în secolele XII și XIII și poate a ajuns la o populație de 2.500 sau 3.000 de către 1300. La începutul secolului al XII-lea, primul conte din Northampton a construit Biserica Mormântului când sa întors acasă de la cruciade. Aceasta trebuia să fie o copie a unei biserici din Ierusalim. El a fortificat și Northampton construind ziduri de piatră în jurul acestuia. Earl a construit, de asemenea, un castel pentru a proteja orașul.
Northampton a câștigat prima sa carte în 1189. (O cartă era un document care acorda locuitorilor anumite drepturi). Richard am dat cartea în schimbul banilor. În 1215, Northampton a primit primul său primar.
Medievalul Northampton avea piețe săptămânale. Până la începutul secolului al XIII-lea au fost ținute în actuala piață. Au fost și târguri în Northampton. În Evul Mediu, un târg era ca o piață, dar a fost ținut o singură dată pe an pentru câteva zile și ar atrage cumpărători și vânzători din toate regiunile Midlands.
Industria principală din Northampton Medieval făcea lână. A fost țesută și vopsită în Northampton. Importanța industriei lânii este prezentată prin nume de stradă, cum ar fi Mercers Row (un mercer a fost un dealer în țesături fine), Drapery și Woolmonger Street. Primul producător de pantofi a fost menționat la începutul secolului al XIII-lea, dar în toate orașele medievale au fost pantofi. Nu există nici o dovadă că fabricarea încălțămintei a fost o industrie majoră în Northampton până mult mai târziu.
St Priory Andrews (o mică mănăstire) a fost construită în jurul anului 1100 pe Broad Street. Delamere Abbey a fost construită în 1145. În secolul al XIII-lea, fricii au sosit în Northampton. Friarii erau ca niște călugări, dar în loc să se retragă din lume, ei au ieșit să predice. În Northampton erau mai multe ordine de călugări. Franciscanii erau numiți călugări de culoare cenușie din cauza costumelor lor gri. Au existat, de asemenea, călugări dominici sau călugări negri în francezii din Northampton și Austin. A fost și un spital dedicat Sfântului Toma. În ea călugării se îngrijeau pe cei săraci și bolnavi cât mai bine.
Cu toate acestea, în 1264 a existat o rebeliune împotriva regelui. La început, rebelii au ținut-o pe Northampton, dar o armată regalistă a capturat orașul și la dat jos. Curând după aceea, Northampton a suferit un declin. Până în secolul al XIV-lea au existat rapoarte că multe părți ale orașului erau în ruine. Acest lucru se poate datora faptului că taxele mari au fost percepute pentru persoanele din interiorul zidurilor, astfel că oamenii s-au mutat în suburbiile din afara orașului.
Northampton a suferit, de asemenea, sever de la moartea neagră, care poate a ucis jumătate din populație. Cu toate acestea, Northampton sa recuperat în curând de la acest dezastru.
NORTHAMPTON 1500-1800
Northampton a suferit un incendiu sever în 1516, când multe dintre case au fost distruse. Focul a reprezentat un pericol constant atunci când majoritatea clădirilor erau făcute din lemn cu acoperișuri de paie. Pe de altă parte, dacă au ars aceste clădiri ar putea fi ușor înlocuite. Ca toate orașele Tudor, Northampton a suferit, de asemenea, izbucniri de ciumă. Cu toate acestea, Northampton a continuat să crească în mărime și prosperitate.
Casa Welsh a fost construită în 1595. A luat numele ei de la Welshmen, care a condus bovine la târgurile de la Northampton.
Până în secolul al 17-lea, Northampton era cunoscut pentru fabricarea încălțămintei. Într-adevăr, încălțămintea a preluat industria tradițională de lână (aceasta a continuat până în secolul al XVIII-lea).
În 1642 a avut loc un război civil între rege și parlament. Northampton susține cu fermitate parlamentul. Zidurile orașului au fost reparate în 1642-43, dar nu au fost niciodată necesare. Cu toate acestea, în 1660, Charles al II-lea a ordonat distrugerea zidurilor, amintindu-și cum poporul din Northampton se opusese tatălui său.
Apoi, în 1675 dezastrul a blocat Northampton. În 20 septembrie un incendiu a început pe strada St Marys și în curând sa răspândit prin oraș. Aproximativ 600 de case, jumătate din numărul total din Northampton au fost distruse, precum și multe clădiri publice. Cu toate acestea, Phoenixul sa sculat din cenușă. Mulți oameni bogați, inclusiv regele, au donat bani pentru a ajuta oamenii din Northampton. Orașul a fost reconstruit. De data aceasta era mult mai elegant și mai elegant decât era înainte de incendiu.
În secolul al XVIII-lea, Northampton avea un reputat ion pentru că este un oraș atractiv și bine construit. Un studiu efectuat la mijlocul secolului al XVIII-lea a arătat că are o populație de peste 5.000 de locuitori. Mi se pare foarte mic, dar după standardele timpului era un oraș de piață echitabil. Un spital județean a fost construit în Northampton în 1744.

NORTHAMPTON ÎN SECOLUL 19
La începutul secolului al XIX-lea, orașul Northampton avea doar o populație de aproximativ 7000, dar a crescut rapid. În anii 1870 a fost de 40.000 și până în 1900, aproximativ 87.000. Spre deosebire de multe orașe victoriene, Northampton nu avea niște mahalale îngrozitoare.
Din 1823 străzile din Northampton erau aprinse de gaze. În 1838 a fost construit un azil nebun. Prima bibliotecă publică din Northampton a fost deschisă în 1877, iar din 1880 tramvaiele trase de cai au ieșit pe străzi. Calea ferată a ajuns la Northampton în 1845. De asemenea, în secolul al XIX-lea, Northampton a câștigat o rețea de canalizare cu canal și canale. Guildhall a fost construit în 1864. Teatrul Regal a urmat în 1884. Victoria Park a fost deschisă în 1898.
În secolul al XIX-lea industria Northampton a fost dominată de producția de încălțăminte. La începutul secolului al XIX-lea, mai mult de o treime dintre bărbați au lucrat în această industrie. La sfârșitul secolului al XIX-lea a crescut la aproape jumătate. Singura altă industrie semnificativă din Northampton la vremea aceea era berii. Cu toate acestea, o nouă piață a bovinelor a fost deschisă în Northampton în 1873.
NORTHAMPTON ÎN SECOLUL XX
Limitele Northampton au fost extinse în 1901. în devenire la începutul secolului 20 de pantofi a fost încă industria dominantă, dar era deja în declin și mulți bărbați au fost concediați în anii 1920 și 1930. Consiliul a încercat să atragă noi industrii în Northampton în anii 1930, cu un succes limitat.
Creșterea rapidă a populației de la sfârșitul secolului al XIX-lea sa redus după 1900, iar Northampton a crescut foarte încet în anii 1920 și 1930. Cu toate acestea, primele case ale consiliilor au fost construite în anii 1920. Primele lămpi electrice au fost pornite în 1892, iar la începutul secolului al XX-lea electrice, stâlpii electrici au înlocuit treptat cu gaz. În 1936 a fost construită o baie publică.
Construcția casei a continuat după 1945, la fel ca și construcția de locuințe private, deși în anii 1950 și începutul anilor '60 a existat o creștere mică a populației din Northampton.
Apoi, în 1965, Northampton a fost desemnat un oraș nou care a condus la o extindere uriașă a populației sale. Mulți londonezi au emigrat în Northampton. A fost înființată o societate de dezvoltare în 1968, iar lucrările de construcție au început în 1970. Prima zonă nouă care urma să fie construită a fost districtul estic urmat la sfârșitul anilor 1970 și începutul anilor 1980 de districtul occidental. Corporația Northampton Development a fost lichidată în 1985, dar dezvoltarea orașului a continuat. În anii 1990 o nouă zonă, Districtul Sud-Vest.
Weston Favell Shopping Center a fost deschisă în 1974 și Grosvenor Shopping Center a fost construit în 1975. Derngate de teatru a fost construit în 1983. Noile cartiere incluse proprietăți industriale pentru a atrage noi industrii la Northampton. Astăzi cele mai importante sunt serviciile financiare, băuturile răcoritoare, cosmeticele și berii.
NORTHAMPTON ÎN SECOLUL 21
Astăzi Northampton este un oraș înfloritor și crește rapid. În plus, Universitatea din Northampton a fost înființată în 2005. Astăzi, populația din Northampton este de 215.000.

## Geografie
Northampton se află în mod oficial în regiunea East Midlands, dar este menționată, de asemenea, în planificarea guvernamentală ca făcând parte din "zona de creștere South Midlands". Orașul este la 48 de kilometri sud-est de Leicester, la 25 km nord-nord-vest de Milton Keynes, la 69 km vest de Cambridge, 60 km nord-est de Oxford și același la sud-vest de Peterborough.
Northampton este împărțit în suburbii, secții de consiliu, circumscripții electorale, parohii eclesiastice și alte zone mai puțin formale.
Există 33 de secții electorale, așa cum sunt definite de consiliul județean (consiliul județean împarte orașul în secții mult mai mari care au limite diferite), în Northampton:
Abington
Facturare
Boothville
Brookside
castel
Delapre și Dealul Briar
East Hunsbury
Eastfield
Headlands
Kings Heath
Kingsley
Kingsthorpe
Valea Nene
New Duston
Obelisc
Vechiul Duston
Parc
Parklands
Phippsville
Rectory Farm
Riverside
Rushmills
Semilong
Spencer
Parcul de primăvară
St David's
Sfântul James
Partea însorită
Talavera
Treime
Upton
West Hunsbury
Westone
Cele mai nordice secții constituie circumscripția parlamentară nordică Northampton; cel mai sudic alcătuit circumscripția parlamentară nord-nord-nord. Cu toate acestea, East Hunsbury, West Hunsbury și Valea Nene sunt incluse în circumscripția parlamentară Southamptonshire.
Nouă consilii parohiale înregistrate se află, de asemenea, în cartierul Northampton. Acestea sunt Filling, Collingtree, Duston, Great Houghton, Hardingstone, Hunsbury Meadow, Upton, West Hunsbury și Wootton & East Hunsbury. Există, de asemenea, așezări în afara granițelor orașului, care sunt uneori considerate suburbii din Northampton, inclusiv Boughton, Cogenhoe, Ecton, Grange Park, Harpole, Little Houghton, Moulton, Overstone și Rothersthorpe.

## Climat
Ca și în restul Insulelor Britanice, Northampton are un climat maritim cu veri răcoroase și ierni blânde. Stația meteo oficială Met Office pentru Northampton este stația meteo Moulton Park de la Universitatea din Northampton. Situat la o altitudine de aproximativ 130 m (427 ft) deasupra nivelului mării, față de centrul orașului Northampton, de la 50 la 60 m (164 - 197 ft), acesta este unul dintre cele mai înalte puncte din cartierul Borough, deci nu poate fi perfect reprezentarea altor părți ale orașului. Locația pe colină înseamnă mai puțină piscină a aerului rece pe nopți clare și maxime mai mici în timpul verii. Valoarea maximă absolută înregistrată la data de 3 august 1990 este 34,7 ° C (56,5 ° F) [56]. La 19 iulie 2006 a fost înregistrată o valoare ridicată de 34,4 ° C [57]. Minimul absolut este de -16,8 ° C (1,8 ° F), [56] înregistrate în februarie 1986. Este probabil că maximul absolut în centrul orașului este un grad sau mai mare datorită altitudinii inferioare și minimului absolut pe marginile de est și vest ale cartierului din jurul Valea Nene, cu câteva grade mai reci, datorită drenajului catabatic al aerului rece, care permite un efect gol de îngheț. Cel mai recent, temperatura a scăzut la -9,6 ° C (14,7 ° F) [58] la 20 decembrie 2010.
Precipitațiile, la aproximativ 650 mm (26 in) pe an, nu sunt ridicate, deși adesea sunt imprevizibile, ducând la evenimente de inundații, cum ar fi 1998, dar și secetă pe termen scurt. Stația meteo Desborough oferă, de asemenea, publicului un serviciu meteorologic local.

## Personalități născute aici
- Edwin Holmes (1842 - 1919), astronom;
- Francis Crick (1916 - 2004), specialist în biologie moleculară și biofizică, laureat au Premiul Nobel pentru Medicină;
- Robert Adams (1917 - 1984), sculptor;
- Adrian Utley (n. 1957), muzician;
- Ivan Kaye (n. 1961), actor;
- Matt Smith (n. 1982), actor;
- James Rudkin (n. 1994), canotor;
- Sophie Turner (n. 1996), actriță;
- Alan Walker (n. 1997), muzician.